# بني حجاج (تعز)
بني حجاج هي إحدى قرى الجمهورية اليمنية. تتبع جغرافيا لمحافظة تعز وإداريًا لمديرية مقبنة. يبلغ تعداد سكانها 939 نسمة حسب الإحصاء الذي أجري عام 2004.